# Pliobothrus spinosus
Pliobothrus spinosus is een hydroïdpoliep uit de familie Stylasteridae. De poliep komt uit het geslacht Pliobothrus. Pliobothrus spinosus werd in 1905 voor het eerst wetenschappelijk beschreven door Hickson & England. 